# Halfway Tree
Halfway Tree è il secondo album del cantante reggae Damian Marley, pubblicato l'11 settembre 2001.
Nel 2002 ha ricevuto un Grammy Award come miglior album reggae.
L'album è stato prodotto dallo stesso Damian e suo fratello Stephen.

## Tracce
1. Educated Fools (featuring Bounty Killer)
2. More Justice
3. It Was Written (featuring Stephen Marley, Capleton and Drag On)
4. Catch a Fire
5. Still Searchin' (featuring Yami Bolo)
6. She Needs My Love (featuring Yami Bolo)
7. Mi Blenda
8. Where Is the Love (featuring Eve)
9. Harder (interlude)
10. Born to be Wild
11. Give Dem Some Way (featuring Daddigan)
12. Half Way Tree (interlude)
13. Paradise Child
14. Stuck in Between
15. Half Way Tree (produced by Swizz Beatz)
16. Stand a Chance (featuring Yami Bolo)